# J.League Division 1 2005
Die J.League Division 1 2005 war die dreizehnte Spielzeit der höchsten Division der japanischen J.League (eine professionelle Fußball-Liga) und die siebte unter dem Namen Division 1. An ihr nahmen achtzehn Vereine teil. Erstmals seit 1996 wurde der Wettbewerb wieder in einem echten Doppelrundenturnier ausgetragen. Die Saison begann am 5. März und endete am 3. Dezember 2005; zwischen dem 15. Mai und dem 2. Juli wurden aufgrund des FIFA Konföderationen-Pokals keine Spiele ausgetragen.
Erster Titelträger der in diesem neuen Modus ausgespielten Meisterschaft wurde Gamba Osaka, welche sich über vier weitere Mannschaften, die alle noch realistische Titelchancen hatten, erst in den letzten Minuten des letzten Spieltags durchsetzen konnten. Direkte Absteiger in die Division 2 2006 waren Tokyo Verdy 1969 und Vissel Kōbe. Kashiwa Reysol spielte wie schon im Vorjahr in der Relegation gegen den Dritten der J.League Division 2 2005 und scheiterte letztlich an Gegner Ventforet Kofu – beziehungsweise an dessen Stürmer Baré, der sieben von insgesamt acht Ventforet-Treffern erzielte, darunter alle sechs seiner Mannschaft im Rückspiel.

## Modus
Im Vergleich zur Vorsaison gab es mehrere fundamentale Veränderungen. Zwar standen sich die Vereine nach wie vor zweimal, also je einmal zuhause und einmal auswärts, gegenüber, der Wettbewerbsmodus wurde jedoch mit der Einführung eines echten Doppelrundenturniers nach europäischem Vorbild dauerhaft verändert. Zwar gab es diese Art von Wettbewerb in der bisherigen Geschichte der J.League im Jahr 1996 schon einmal, die Durchführung erfolgte jedoch eher aus Zeitnot, da die bis dahin übliche Doppelrunde für jede Halbserie – mit anderen Worten, jedes Team spielte im Laufe eines Jahres insgesamt viermal gegen jeden Gegner – mit sechzehn Mannschaften schlicht nicht mehr durchführbar war.
Für einen Sieg gab es drei Punkte, bei einem Unentschieden erhielt jede Mannschaft einen Zähler. Die Abschlusstabelle wurde also nach den folgenden Kriterien erstellt:
1. Anzahl der erzielten Punkte
2. Tordifferenz
3. Erzielte Tore
4. Ergebnisse der Spiele untereinander
5. Entscheidungsspiel oder Münzwurf

Der Verein mit dem besten Ergebnis am Ende der Saison errang den japanischen Meistertitel und qualifizierte sich für die AFC Champions League 2006. Die beiden schlechtesten Mannschaften stiegen direkt in die J.League Division 2 2006 ab, der Drittletzte musste gegen das drittbeste Team der Division 2 in zwei Relegationsspielen um einen Platz in der Division 1 für die kommende Saison spielen. Bei Torgleichheit nach Ende dieser zwei Spiele kam die Auswärtstorregel zur Anwendung; sollte auch diese keine Entscheidung bringen, wurde eine Verlängerung, die ab sofort durch die Abschaffung der Golden-Goal-Regel komplett gespielt würde, sowie nötigenfalls ein Elfmeterschießen durchgeführt.

## Teilnehmer
Insgesamt nahmen zum ersten Mal nach 1998 wieder achtzehn Mannschaften an der Spielzeit teil, zwei mehr als in der letzten Saison. Aufgrund der Erweiterung des Teilnehmerfeldes gab es keinen Absteiger in die Division 2, nachdem sich Kashiwa Reysol in der Relegation gegen Avispa Fukuoka die Ligazugehörigkeit bewahren konnte.
Zu den sechzehn Teams der Vorsaison gesellte sich mit Kawasaki Frontale, den Meister der Division 2 2004 ein alter Bekannter; Frontale spielte bereits im Jahr 2000 für eine Saison erstklassig und scheiterte zwei Jahre zuvor in der Vorrunde des J.League-Relegationsturniers an Avispa Fukuoka. Komplettiert wurde das Teilnehmerfeld durch den Zweitplatzierten Ōmiya Ardija, der Stadtrivale der Urawa Red Diamonds trat zum ersten Mal in seiner Geschichte in der höchsten japanischen Spielklasse an.
Weiterhin wechselte nach 1999 erneut ein Team der J.League die Heimatstadt. Im Vergleich zu Tokyo Verdy 1969 blieb JEF United jedoch in seiner Heimatpräfektur Chiba und wechselte lediglich von Ichihara in die Hauptstadt Chiba; dies schlug sich in der Erweiterung des bisherigen Vereinsnamens zu JEF United Ichihara Chiba nieder.
| Verein               | Stadt/Region               |
| -------------------- | -------------------------- |
| Albirex Niigata      | Niigata und Seirō, Niigata |
| Cerezo Osaka         | Osaka, Osaka               |
| Gamba Osaka          | Suita, Osaka               |
| JEF United Ichihara  | Chiba, Chiba               |
| Júbilo Iwata         | Iwata, Shizuoka            |
| Kashima Antlers      | Kashima, Ibaraki           |
| Kashiwa Reysol       | Kashiwa, Chiba             |
| Kawasaki Frontale    | Kawasaki, Kanagawa         |
| Nagoya Grampus Eight | Nagoya, Aichi              |
| Ōita Trinita         | Ōita, Ōita                 |
| Ōmiya Ardija         | Saitama, Saitama           |
| Sanfrecce Hiroshima  | Hiroshima, Hiroshima       |
| Shimizu S-Pulse      | Shizuoka, Shizuoka         |
| FC Tokyo             | Tokio                      |
| Tokyo Verdy 1969     | Tokio                      |
| Urawa Red Diamonds   | Saitama, Saitama           |
| Vissel Kōbe          | Kōbe, Hyōgo                |
| Yokohama F. Marinos  | Yokohama, Kanagawa         |

## Trainer
| Verein               | Cheftrainer                                    |
| -------------------- | ---------------------------------------------- |
| Kashima Antlers      | Toninho Cerezo                                 |
| Urawa Reds           | Guido Buchwald                                 |
| Omiya Ardija         | Toshiya Miura                                  |
| JEF United Chiba     | Ivica Osim                                     |
| Kashiwa Reysol       | Hiroshi Hayano → Kazuhiko Takemoto             |
| FC Tokyo             | Hiromi Hara                                    |
| Tokyo Verdy 1969     | Osvaldo Ardiles → Nobuhiro Ishizaki → Vadão    |
| Kawasaki Frontale    | Takashi Sekizuka                               |
| Yokohama F. Marinos  | Takeshi Okada                                  |
| Albirex Niigata      | Yasuharu Sorimachi                             |
| Shimizu S-Pulse      | Kenta Hasegawa                                 |
| Júbilo Iwata         | Masakuni Yamamoto                              |
| Nagoya Grampus Eight | Nelsinho Baptista → Hitoshi Nakata             |
| Gamba Osaka          | Akira Nishino                                  |
| Cerezo Osaka         | Shinji Kobayashi                               |
| Vissel Kobe          | Hideki Matsunaga → Émerson Leão → Pavel Řehák  |
| Sanfrecce Hiroshima  | Takeshi Ono                                    |
| Oita Trinita         | Hwangbo Kwan → Arie Schans → Péricles Chamusca |

## Spieler
| Verein               | Spieler |
| -------------------- | --- |
| Kashima Antlers      | Akira Narahashi (11/0), Gō Ōiwa (30/0), Ari (14/0), Ricardinho (13/0), Yasuto Honda (4/1), Tōru Araiba (28/1), Mitsuo Ogasawara (30/11), Alex Mineiro (27/15), Masashi Motoyama (32/5), Masaki Fukai (27/4), Kenji Haneda (6/1), Daiki Iwamasa (31/4), Fernando (30/2), Jun Uchida (17/0), Tatsuya Ishikawa (10/0), Yūzō Tashiro (5/1), Toshiyuki Abe (8/0), Hitoshi Sogahata (34/0), Shinzō Kōroki (8/0), Takeshi Aoki (32/0), Takuya Nozawa (28/10), Chikashi Masuda (19/2), Yūki Nakashima (2/0), Takayuki Suzuki (25/3), Yūya Yoshizawa (1/0) |
| Urawa Reds           | Norihiro Yamagishi (1/0), Keisuke Tsuboi (33/0), Alpay (3/0), Marcus Tulio Tanaka (26/9), Nene (10/1), Nobuhisa Yamada (32/3), Tomoyuki Sakai (18/2), Alessandro Santos (32/4), Yūichirō Nagai (30/6), Emerson (12/4), Ponte (16/8), Tatsuya Tanaka (25/8), Masaya Nishitani (2/0), Keita Suzuki (29/0), Tadaaki Hirakawa (26/2), Makoto Hasebe (31/2), Maric (13/8), Hideki Uchidate (26/0), Satoshi Horinouchi (23/3), Ryōta Tsuzuki (33/0), Takafumi Akahoshi (2/0), Takuya Yokoyama (9/2), Masayuki Okano (20/1), Hajime Hosogai (3/0), Escudero (5/0) |
| Omiya Ardija         | Tomoyasu Andō (3/0), Seiichirō Okuno (27/0), Kazuyoshi Mikami (20/0), Toninho (31/5), Daisuke Tomita (32/0), Jun Marques Davidson (30/0), Shin Kanazawa (17/0), Masahiro Andō (4/0), Christian (15/6), Tuto (25/7), Chikara Fujimoto (29/4), Yasunari Hiraoka (16/0), Hiroshi Morita (29/5), Masato Saitō (21/0), Tatsunori Hisanaga (32/3), Yūsuke Shimada (14/1), Takurō Nishimura (31/1), Yōsuke Kataoka (8/0), Hiroki Aratani (31/0), Shōta Suzuki (1/0), Hayato Hashimoto (1/0), Satoshi Yokoyama (19/1), Naoto Sakurai (19/4), Yoshiteru Yamashita (5/0), Leandro (7/1), Manabu Wakabayashi (4/0) |
| JEF United Chiba     | Tomonori Tateishi (12/0), Masataka Sakamoto (34/2), Daisuke Saitō (33/1), Stoyanov (30/1), Yūki Abe (33/12), Yūto Satō (34/8), Popescu (7/1), Takenori Hayashi (30/4), Haas (25/6), Kunihiko Takizawa (5/0), Kōji Nakajima (11/1), Satoru Yamagishi (30/2), Ryō Kushino (22/0), Seiichirō Maki (33/12), Yutaka Takahashi (1/0), Kōhei Kudō (24/0), Naotake Hanyū (31/2), Takashi Rakuyama (1/0), Kōzō Yūki (20/0), Yūichi Yōda (5/1), Yoshiaki Fujita (1/0), Hiroki Mizumoto (15/0), Kōki Mizuno (25/3) |
| Kashiwa Reysol       | Yūta Minami (33/0), Ryō Kobayashi (21/1), Norihiro Satsukawa (19/0), Yasuhiro Hato (30/0), Sōta Nakazawa (16/0), Tomokazu Myōjin (28/1), Ricardinho (8/0), Reinaldo (12/6), Yoshiteru Yamashita (9/1), Cleber (29/8), Choi Sung-kuk (8/0), Franca (3/0), Tadatoshi Masuda (15/0), Yūzō Kobayashi (19/1), Harutaka Ōno (18/1), Tatsuya Yazawa (21/1), Yukio Tsuchiya (30/2), Kishō Yano (19/2), Yūji Unozawa (13/0), Mitsuru Nagata (5/1), Tatsuya Suzuki (1/0), Hidekazu Ōtani (20/3), Tomonori Hirayama (27/2), Lee Chun-son (8/0), Naoya Kondō (12/0), Keiji Tamada (28/6), Sōtarō Yasunaga (8/1), Shin’ya Katō (1/0), Naoki Ishikawa (2/0), Jun Yanagisawa (1/0)                                                          |
| FC Tokyo             | Yōichi Doi (34/0), Teruyuki Moniwa (32/0), Jean (34/0), Tatsuya Masushima (4/0), Yasuyuki Konno (34/7), Satoru Asari (9/0), Ryūji Fujiyama (15/0), Lucas (30/7), Fumitake Miura (14/0), Yoshirō Abe (13/3), Mitsuhiro Toda (26/3), Yūta Baba (20/4), Norio Suzuki (24/3), Masashi Miyazawa (15/2), Jō Kanazawa (22/0), Naohiro Ishikawa (23/3), Danilo (5/0), Akira Kaji (25/0), Yōhei Kajiyama (26/2), Masamitsu Kobayashi (3/0), Shin’ya Sakoi (4/0), Ryōichi Kurisawa (34/3), Kazuya Maeda (2/0), Yūsuke Kondō (11/1), Sasa Salcedo (12/5) |
| Tokyo Verdy 1969     | Hiroki Mizuhara (1/0), Takuya Yamada (33/0), Kenta Togawa (19/0), Kentarō Hayashi (30/0), Atsushi Yoneyama (23/1), Kazuyuki Toda (23/0), Takahito Sōma (28/0), Daigo Kobayashi (32/3), Washington (33/22), Gil (16/2), Kazuki Hiramoto (26/6), Masayuki Yanagisawa (11/0), Tadamichi Machida (11/2), Takayuki Morimoto (18/1), Ken’ichi Uemura (18/0), Lee Gang-jin (17/1), Yoshinari Takagi (33/0), Takashi Hirano (27/0), Yūhei Ono (1/0), Masatomo Kuba (4/0), Ryō Nurishi (2/0), Kento Tsurumaki (2/0), Yoshiyuki Kobayashi (26/2), Jun Tamano (16/0) |
| Kawasaki Frontale    | Shin’ya Yoshihara (9/0), Hiroki Itō (34/0), Hideki Sahara (23/0), Augusto (33/5), Yoshinobu Minowa (30/2), Iwao Yamane (3/0), Tōru Oniki (1/0), Tomoaki Kuno (17/0), Kazuki Ganaha (26/6), Juninho (31/16), Marcus (27/9), Shūhei Terada (26/2), Kengo Nakamura (29/2), Kazunori Iio (5/0), Chong Yong-de (7/0), Akira Konno (9/1), Hulk (9/1), Yasuhiro Nagahashi (31/1), Seigo Shimokawa (3/0), Makoto Kimura (1/0), Naoki Sōma (12/0), Masaru Kurotsu (22/3), Yūsuke Mori (3/0), Satoshi Hida (1/0), Ken Tokura (3/0), Takashi Aizawa (22/0), Hiroyuki Taniguchi (25/5), Takumi Watanabe (1/0), Taku Harada (12/0) |
| Yokohama F. Marinos  | Tatsuya Enomoto (11/0), Eisuke Nakanishi (13/0), Naoki Matsuda (27/1), Daisuke Nasu (29/2), Dutra (32/1), Yoshiharu Ueno (26/2), Hayuma Tanaka (31/1), Akihiro Endō (2/0), Tatsuhiko Kubo (10/1), Kōji Yamase (19/1), Daisuke Sakata (29/5), Shingo Kumabayashi (8/0), Daisuke Oku (25/1), Hideo Ōshima (28/9), Magrao (13/1), Norihisa Shimizu (12/0), Ahn Jung-hwan (9/4), Gral (14/5), Tetsuya Enomoto (23/0), Yūji Nakazawa (27/3), Masahiro Ōhashi (25/1), Taketo Shiokawa (3/1), Yūji Gotō (1/0), Masato Yamazaki (2/0), Nobuki Hara (3/0), Kenta Kanō (1/0), Yūzō Kurihara (13/1), Yukihiro Yamase (1/0), Shō Kitano (1/0), Ryūji Kawai (22/1)                                                                        |
| Albirex Niigata      | Kōichi Kidera (8/0), Yoshiaki Maruyama (11/0), Shigenori Hagimura (28/0), Kentarō Suzuki (7/0), Osamu Umeyama (15/0), Hiroyoshi Kuwabara (22/1), Anderson Lima (30/8), Motohiro Yamaguchi (12/0), Fabinho (26/8), Edmilson (33/18), Yūsaku Ueno (34/2), Katsuyuki Miyazawa (2/0), Naoki Takahashi (20/0), Isao Homma (28/0), Yoshito Terakawa (31/0), Kōjirō Kaimoto (6/0), Shingo Suzuki (29/4), Keiji Kaimoto (20/1), Tetsuya Okayama (12/0), Yōsuke Nozawa (26/0), Ryūji Sueoka (5/0), Daisuke Aono (16/0), Yūzō Funakoshi (7/1), Yasushi Kita (17/3), Daisuke Fujii (5/0), Neto (1/0), Atomu Tanaka (2/0), Naoya Kikuchi (15/1)                                                                                          |
| Shimizu S-Pulse      | Takaya Kurokawa (5/0), Toshihide Saitō (28/0), Takahiro Yamanishi (34/0), Kazumichi Takagi (33/1), Kōta Sugiyama (14/2), Teruyoshi Itō (32/0), Kōhei Hiramatsu (8/0), Hideaki Kitajima (3/0), Masaaki Sawanobori (25/1), Ryūzō Morioka (23/1), Akihiro Hyōdō (15/2), Jumpei Takaki (13/0), Yoshikiyo Kuboyama (24/3), Choi Tae-uk (25/5), Marquinhos (14/9), Cho Jae-jin (29/9), Takumi Wada (2/0), Yukihiko Satō (12/1), Yōhei Nishibe (29/0), Keisuke Ōta (17/3), Shinji Okazaki (1/0), Daisuke Ichikawa (34/0), Naoaki Aoyama (6/2), Jun Muramatsu (1/0), Keisuke Iwashita (6/0), Takuma Edamura (8/0), Shun’ichirō Zaitsu (4/0), Masaki Yamamoto (4/0), Yasumasa Nishino (17/0)                                          |
| Júbilo Iwata         | Yoshikatsu Kawaguchi (29/0), Hideto Suzuki (12/0), Takayuki Chano (28/1), Takahiro Kawamura (16/1), Makoto Tanaka (30/0), Toshihiro Hattori (28/0), Hiroshi Nanami (26/1), Gral (5/0), Masashi Nakayama (29/6), Toshiya Fujita (10/0), Norihiro Nishi (19/3), Nobuo Kawaguchi (8/1), Shinji Murai (30/0), Choi Yong-soo (15/1), Yoshiaki Ōta (30/7), Ryōichi Maeda (25/12), Shō Naruoka (18/2), Kentarō Ōi (4/0), Yōhei Satō (6/0), Robert Cullen (31/13), Takashi Fukunishi (23/2), Shun Morishita (1/0), Naoya Kikuchi (9/0), Keisuke Funatani (14/0), Kim Jin-kyu (24/1) |
| Nagoya Grampus Eight | Seigō Narazaki (32/0), Yutaka Akita (19/1), Yūsuke Igawa (12/0), Masayuki Ōmori (6/0), Masahiro Koga (27/5), Yūsuke Nakatani (20/0), Naoshi Nakamura (34/7), Claiton (31/4), Marques (11/3), Ueslei (1/1), Toshiya Fujita (22/2), Luizao (6/4), Kei Yamaguchi (20/1), Keiji Yoshimura (23/0), Shō Kamogawa (5/3), Takahiro Masukawa (22/0), An Yong-hak (21/0), Shun’ichi Nakajima (3/0), Keita Sugimoto (29/3), Makoto Kakuda (22/1), Eiji Kawashima (3/0), Yōhei Toyoda (20/4), Keisuke Honda (31/2), Yūsuke Sudō (3/0), Kiyohiro Hirabayashi (5/1), Sebastian (1/0), Keiji Watanabe (13/0), Satoshi Nakayama (14/0), Tomohiro Tsuda (1/0), Eduardo (2/0)                                                                  |
| Gamba Osaka          | Naoki Matsuyo (14/0), Sidiclei (28/1), Tōru Irie (9/0), Noritada Saneyoshi (24/1), Tsuneyasu Miyamoto (30/3), Satoshi Yamaguchi (33/3), Yasuhito Endō (33/10), Fernandinho (34/7), Araujo (33/33), Takahiro Futagawa (29/0), Masanobu Matsunami (11/0), Shigeru Morioka (3/0), Akihiro Ienaga (24/0), Mitsuteru Watanabe (22/2), Masashi Ōguro (31/16), Arata Kodama (3/0), Kōta Yoshihara (19/2), Shin’ichi Terada (2/0), Ryōta Miki (3/0), Yōsuke Fujigaya (16/0), Suguru Hino (4/0), Toshihiro Matsushita (14/0), Hideo Hashimoto (33/1), Masafumi Maeda (6/1), Ryōta Aoki (3/0) |
| Cerezo Osaka         | Bruno Quadros (33/0), Hiroshige Yanagimoto (28/0), Takanori Nunobe (24/1), Fabinho (23/7), Zé Carlos (29/6), Kiyokazu Kudō (29/0), Hiroaki Morishima (33/6), Tatsuya Furuhashi (28/8), Teruaki Kurobe (32/5), Takaaki Tokushige (17/0), Takuya Kokeguchi (16/1), Kenjirō Ezoe (3/0), Yūji Miyahara (10/0), Noriyuki Sakemoto (7/0), Takeshi Hamada (1/0), Tetsuya Yamazaki (13/0), Akinori Nishizawa (28/10), Motohiro Yoshida (34/0), Tōmi Shimomura (26/1), Daisuke Yoneyama (7/1), Nozomi Hiroyama (15/0), Kōta Fujimoto (7/0), Kazuya Maeda (23/1), Tomoyoshi Tsurumi (4/1) |
| Vissel Kobe          | Makoto Kakegawa (21/0), Naoto Matsuo (12/1), Shūsuke Tsubouchi (9/0), Kunie Kitamoto (33/1), Tomo Sugawara (15/1), Roger (18/1), Martin (12/0), Park Kang-jo (33/2), Naoya Saeki (30/0), Mboma (4/0), Ivo (14/0), Hiromi Kojima (11/0), Kazuyoshi Miura (12/2), Ryūji Bando (18/2), Horvy (24/3), Ichiei Muroi (10/0), Atsuhiro Miura (25/6), Mitsunori Yabuta (15/1), Mitsutoshi Watada (16/0), Ryūhei Niwa (11/0), Tomoyuki Hirase (19/4), Kazutaka Murase (5/0), Yūji Ōe (1/0), Noriaki Ishizawa (3/0), Yūsuke Nakamura (1/0), Hiroyuki Kōmoto (15/1), Seiji Honda (8/0), Kenta Tokushige (4/0), Keisuke Kurihara (18/4), Hideo Tanaka (13/0), Kōta Ogi (1/0), Akihiro Endō (15/0), Shō Kitano (5/0), Seiji Kaneko (10/0) |
| Sanfrecce Hiroshima  | Takashi Shimoda (27/0), Shōhei Ikeda (10/0), Norio Omura (33/0), Dininho (30/1), Yūichi Komano (34/2), Beto (28/1), Kōji Morisaki (14/1), Kazuyuki Morisaki (34/4), Hiroto Mogi (12/4), Galvao (33/9), Hisato Satō (32/18), Tatsurō Kimura (3/0), Ri Han-jae (19/1), Kōta Hattori (34/0), Mitsuyuki Yoshihiro (1/0), Kōhei Morita (3/0), Susumu Ōki (32/3), Shōgo Nishikawa (13/0), Shunsuke Maeda (26/5), Issei Takayanagi (6/0), Jorginho (4/0), Megumu Yoshida (1/0), Akihiro Satō (8/0), Shin’ichirō Kuwada (8/0), Takehito Shigehara (28/0) |
| Oita Trinita         | Hayato Okanaka (3/0), Takashi Miki (23/0), Yūichi Shibakoya (18/0), Yūki Fukaya (32/1), Patrick (9/0), Edmilson (16/1), Takashi Umeda (29/3), Teppei Nishiyama (22/4), Tomoaki Komorida (9/0), Takayuki Yoshida (28/2), Magno Alves (33/18), Dodo (15/3), Tulio (14/1), Daiki Takamatsu (21/5), Yoshirō Abe (15/0), Kōji Yoshimura (19/0), Riki Takasaki (3/0), Yūichi Nemoto (23/0), Taku Harada (8/0), Shōta Matsuhashi (10/0), Shūsaku Nishikawa (21/0), Taikai Uemoto (14/0), Kōji Arimura (16/0), Kazuhiro Kawata (9/0), Kōhei Nishino (8/1), Yoshihiro Uchimura (5/1), Tsukasa Umesaki (3/0), Kōji Ezumi (8/0), Masato Yamazaki (10/2), Yōhei Fukumoto (7/0), Ryōsuke Kijima (10/0)                                    |

## Statistik

### Tabelle
| Pl.                    | Verein                    | Sp. | S  | U  | N  | Tore    | Diff. | Punkte |
| ---------------------- | ------------------------- | --- | -- | -- | -- | ------- | ----- | ------ |
| 1.                     | Gamba Osaka               | 34  | 18 | 6  | 10 | 082:580 | +24   | 60     |
| 2.                     | Urawa Red Diamonds        | 34  | 17 | 8  | 9  | 065:370 | +28   | 59     |
| 3.                     | Kashima Antlers           | 34  | 16 | 11 | 7  | 061:390 | +22   | 59     |
| 4.                     | JEF United Ichihara Chiba | 34  | 16 | 11 | 7  | 056:420 | +14   | 59     |
| 5.                     | Cerezo Osaka              | 34  | 16 | 11 | 7  | 048:400 | +8    | 59     |
| 6.                     | Júbilo Iwata              | 34  | 14 | 9  | 11 | 051:410 | +10   | 51     |
| 7.                     | Sanfrecce Hiroshima       | 34  | 13 | 11 | 10 | 050:420 | +8    | 50     |
| 8.                     | Kawasaki Frontale         | 34  | 15 | 5  | 14 | 054:470 | +7    | 50     |
| 9.                     | Yokohama F. Marinos       | 34  | 12 | 12 | 10 | 041:400 | +1    | 48     |
| 10.                    | FC Tokyo                  | 34  | 11 | 14 | 9  | 043:400 | +3    | 47     |
| 11.                    | Ōita Trinita              | 34  | 12 | 7  | 15 | 044:430 | +1    | 43     |
| 12.                    | Albirex Niigata           | 34  | 11 | 9  | 14 | 047:620 | −15   | 42     |
| 13.                    | Ōmiya Ardija              | 34  | 12 | 5  | 17 | 039:500 | −11   | 41     |
| 14.                    | Nagoya Grampus Eight      | 34  | 10 | 9  | 15 | 043:490 | −6    | 39     |
| 15.                    | Shimizu S-Pulse           | 34  | 9  | 12 | 13 | 040:490 | −9    | 39     |
| 16.                    | Kashiwa Reysol            | 34  | 8  | 11 | 15 | 039:540 | −15   | 35     |
| 17.                    | Tokyo Verdy 1969          | 34  | 6  | 12 | 16 | 040:730 | −33   | 30     |
| 18.                    | Vissel Kōbe               | 34  | 4  | 9  | 21 | 030:670 | −37   | 21     |
| Stand: Ende der Saison |                           |     |    |    |    |         |       |        |

| Nach Ende der Saison: |
| Japanischer Meister 2005 und Qualifikation für die AFC Champions League 2006: Gamba Osaka Teilnahme an den Relegationsspielen gegen den Drittplatzierten der J.League Division 2 2005: Kashiwa Reysol Absteiger in die J.League Division 2 2006: Tokyo Verdy 1969, Vissel Kōbe |

### Relegation
In der Relegation um einen Platz in der J.League für die kommende Saison traf Kashiwa Reysol als Tabellensechzehnter auf Ventforet Kofu, Dritter der Division 2. Ein Spieler prägte die Serie hierbei entscheidend: Baré. Der brasilianische Stürmer erledigte die Mannschaft aus Kashiwa praktisch im Alleingang, ließ einem Treffer im Hinspiel deren sechs im Rückspiel folgen und hatte somit maßgeblichem Anteil am Aufstieg von Ventforet in die Division 1.

#### Hinspiel
| Paarung        | Ventforet Kofu – Kashiwa Reysol                               |
| Ergebnis       | 2:1 (1:1)                                                     |
| Datum          | 7. Dezember 2005                                              |
| Stadion        | Kose Sports Park Stadium, Kōfu                                |
| Zuschauer      | 12.372                                                        |
| Schiedsrichter | Jōji Kashihara                                                |
| Tore           | 0:1 Reinaldo (11.), 1:1 Kazuki Kuranuki (25.), 2:1 Baré (48.) |

Anmerkung: Das Spiel war in der 89. Minute aufgrund eines Stromausfalls für ca. 35 Minuten unterbrochen.

#### Rückspiel
| Paarung        | Kashiwa Reysol – Ventforet Kofu |
| Ergebnis       | 2:6 (0:2) |
| Datum          | 10. Dezember 2005 |
| Stadion        | Hitachi Kashiwa Soccer Stadium, Kashiwa |
| Zuschauer      | 12.013 |
| Schiedsrichter | Masayoshi Okada |
| Tore           | 0:1 Baré (10.), 0:2 Baré (27.), 1:2 Reinaldo (52.), 1:3 Baré (53.), 1:4 Baré (68.), 1:5 Baré (69.), 2:5 Yūji Unozawa (86.), 2:6 Baré (87.) |